# Albert von der Goltz
Albert Graf von der Goltz (24 de junho de 1893 - 16 de março de 1944) foi um oficial alemão que serviu no Deutsches Heer durante a Segunda Guerra Mundial. Foi condecorado com a Cruz de Cavaleiro da Cruz de Ferro com Folhas de Carvalho.

## Condecorações
| Cavaleiro honorário da Ordem Soberana e Militar de Malta         |                       |
| Cruz de Ferro (1914) 2ª Classe                                   |                       |
| Cruz de Ferro (1914) 1ª Classe                                   |                       |
| Cruz de Honra da Guerra Mundial 1914/1918                        |                       |
| Cruz de Ferro (1939) 2ª Classe                                   | 19 de maio de 1940    |
| Cruz de Ferro (1939) 1ª Classe                                   | 28 de junho de 1940   |
| Medalha da Frente Oriental                                       |                       |
| Cruz de Cavaleiro da Cruz de Ferro                               | 7 de maio de 1942     |
| Cruz de Cavaleiro da Cruz de Ferro com Folhas de Carvalho nº 316 | 2 de novembro de 1943 |
| Distintivo de Feridos em Ouro                                    |                       |
| Mencionado na Wehrmachtbericht                                   | 3 de outubro de 1943  |